# Mathieu Lamberty
Mathieu Lamberty, geboren op 18 juni 1911 in Molenbeek in België, en overleden op 16 december 1993 in Luxemburg, was een componist, dirigent en organist. Na muziekeraar te zijn geweest op een Belgische middelbare school, kwam hij naar Luxemburg. Na de Tweede Wereldoorlog speelde hij orgel in Belair. Hij was muziekleraar aan de toenmalige Industriechool (nu: Lycée de garçons) in Limpertsberg.
Mathieu Lamberty componeerde religieuze en wereldlijke muziekwerken, arrangementen voor onder meer de Luxemburgse Nationale Loterij, en een operette, De Clochard.

## Composities
- Mein Elternhaus
- De Muselwäin[2]
- Hei kann ech net bleiwen
- Domine salvam fac
- Compositions
- An der grousser hellger Nuecht[1]

## Links
- An der Grousser Hellger Nuecht, gezongen door Voices International (2020)